# アレックス・マルティネス
アレックス・マルティネスことアレハンドロ・マルティネス・サンチェス（Alejandro Martínez Sánchez、1990年8月12日 - ）は、スペイン・セビリア出身のサッカー選手。CDエルデンセ所属。ポジションはディフェンダー。

## 経歴

### ベティス
セビリアで生まれ、その後、地元屈指の名門であるレアル・ベティスのカンテラに加入する。2009年にベティスのBチームへと昇格し、58試合に出場した。
2010-11シーズン、クラブがセグンダ・ディビシオンに降格し、主力の流出が相次いでいた理由でトップチーム昇格が決まった。2011年5月11日、CDテネリフェ戦でトップチーム初出場を果たし、チームも3-1で勝利した。また、この試合での勝利によりベティスの1年でのプリメーラ・ディビシオン復帰が確定した。
2013年8月16日、レアル・ムルシアへレンタル移籍し、移籍後の10月12日、ジローナFC戦でプロ初ゴールを記録した。
2015年8月15日、エルチェCFへレンタル移籍。

### グラナダ
2017年6月26日、ベティスとの契約満了の伴いグラナダCFに完全移籍し、2年契約を結んだ。8月20日、アルバセテ・バロンピエ戦で移籍後初出場を果たすと、1月14日のアルバセテとの2回目の対戦で移籍後初得点。またこの2017-18シーズンはリーグ戦に全試合先発出場した。

### エルクレス
2021年2月2日、エルクレスCFに加入した。